# Marco Lambertini

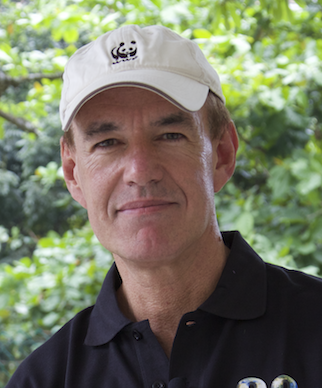
Marco Lambertini (2016)

Marco Lambertini (* 14. November 1958 in Livorno) ist ein italienischer Chemiker und Umweltschützer.

## Leben
Lambertini wuchs in Italien auf und studierte pharmazeutische Chemie an der Universität Pisa. In seiner Jugend engagierte er sich als Freiwilliger für den WWF. Zu seiner beruflichen Laufbahn zählen diverse Stationen bei BirdLife: Zunächst war Lambertini Direktor der Italian Society for the Protection of Birds (BirdLife Italy), anschließend wurde er zum Direktor für Netzwerk und Programme von BirdLife International berufen. Von 2009 bis 2014 war er als Chief Executive Officer für die weltweiten Aktivitäten der Organisation verantwortlich. Er leitete unter anderem das Lazarus-Projekt für die Suche nach ausgestorbenen Vogelarten und trieb die Internationalisierung von BirdLife voran, beispielsweise durch Aktivitäten in China.
2014 trat Lambertini schließlich die Nachfolge von James P. Leape als Generaldirektor der Schweizer Natur- und Umweltschutzorganisation WWF an. Er setzte sich zum Beispiel für den Schutz des Lebensraums von Wildtieren ein. Außerdem stärkte Lambertini die Dezentralisierung des WWF und baute die Präsenz in Asien, Afrika und Südamerika aus.

## Werke
- Safari in Africa. Franco Muzzio Editore, Pedua 1997, ISBN 88-7021-759-0 (italienisch).
- A Naturalist's Guide to the Tropics. Chicago University Press, Chicago 2000, ISBN 0-226-46828-3 (englisch).
- Birdwatching & Ornitologia 1.0. Editori Riuniti, Rom 2001, ISBN 88-359-4922-X (italienisch).
- The Tuscan Archipelago and the National Park. Pacini Editore, Pisa 2002, ISBN 88-7781-443-8 (italienisch).